# Aéroport de Lubango
L'aéroport de Lubango Mukanka (portugais : Aeroporto de Lubango) (code IATA : SDD • code OACI : FNUB) est un aéroport desservant Lubango, la capitale de la province de Huíla, en Angola.

## Situation
| \| 100 km1:5 636 000 \| Cabinda Catumbela Huambo Kuito Luanda Lubango Luéna Ménongue Moçâmedes Ondjiva Saurimo Soyo M'banza · Congo Aéroport international d'Angola |
| 100 km1:5 636 000 |

Carte statique des aéroports de l'Angola.Carte dynamique des aéroports de l'Angola.

## Compagnies aériennes et destinations
| Compagnies           | Destinations                                                                  |
| -------------------- | ----------------------------------------------------------------------------- |
| TAAG Angola Airlines | Catumbela, Huambo, Luanda-Quatro de Fevereiro, Ondjiva, Windhoek Hosea Kutako |

Édité le 25/06/2017  Actualisé le 25/10/2023